# Ascenseur Katarina

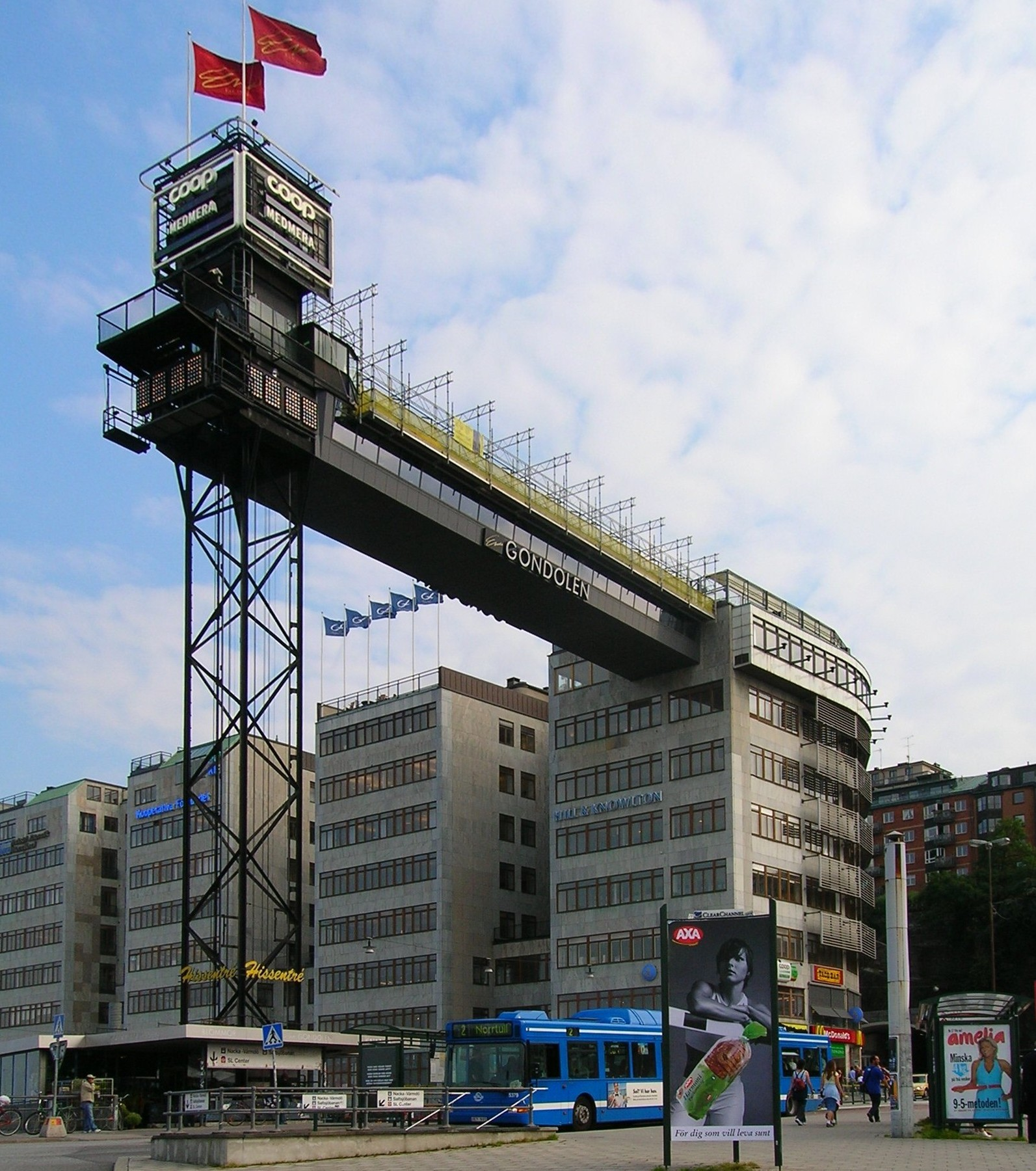
L'ascenseur en 2005.

L'ascenseur Katarina (Katarinahissen en suédois) est un ascenseur public situé à Slussen dans le quartier de Södermalm au centre de Stockholm en Suède. Il permet aux piétons de se rendre de la rue Katarinavägen, près des rives de la mer Baltique, à la place Mosebacke Torg, sur les hauteurs du quartier de Södermalm.
Un premier ascenseur, construit sur les lieux en 1881, a été démoli en 1933. L'actuel édifice a été inauguré en 1936. Depuis 2010, il est fermé au public, la structure étant jugée fragilisée par sa vétusté.

## Le premier ascenseur

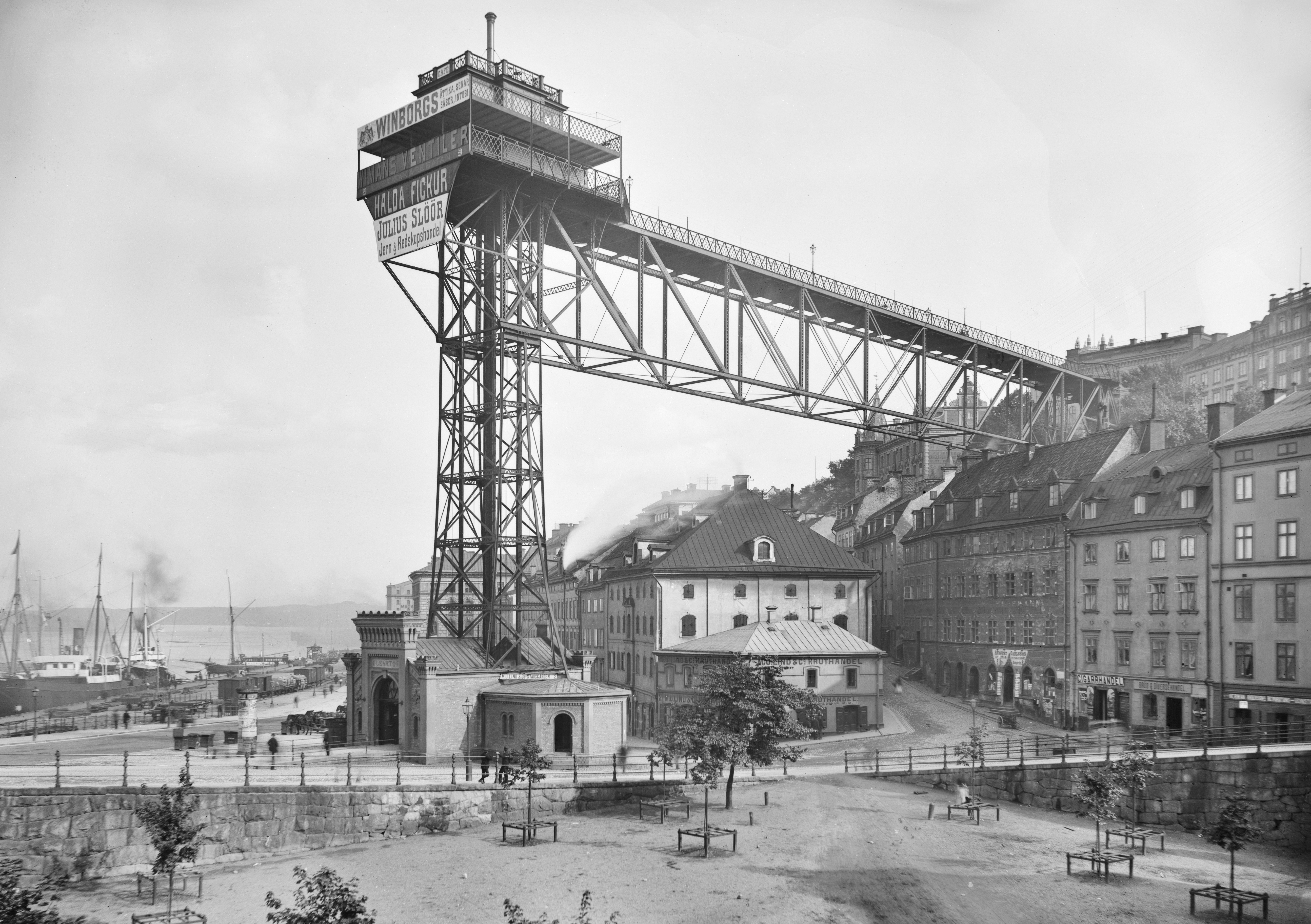
Le premier ascenseur en 1896.

En 1881, l'ingénieur Knut Lindmark (sv) obtient l'autorisation du conseil municipal pour la construction d'un ascenseur et d'un pont piétonnier reliant les quais de la mer Baltique à la place Mosebacke Torg. L'objectif est de faciliter l'accès à ce lieu particulièrement escarpé de Stockholm. 
L'inauguration a lieu à 11 h 00 le 19 mars 1883. Au cours du premier mois, environ 1 500 personnes empruntent l'ascenseur de façon quotidienne. Le prix est alors de 5 öre (0,05 couronne) pour monter et de 3 öre pour descendre. 
La tour et le pont piéton sont construits par la société belge Lecoq & Comp, tandis que l'ascenseur lui-même est une réalisation de la firme américaine Weeks & Halsey. Au tout début, l'ascenseur est entraîné par une machine à vapeur, remplacée par un moteur électrique en 1915.
Dès les années 1890, le haut de la tour de l'ascenseur, visible depuis une grande partie de la vieille ville de Stockholm, est utilisé comme support à diverses enseignes publicitaires. En particulier, en 1909, une réclame pour le dentifrice Stomatol y est installée. C'est alors la première enseigne lumineuse animée de Suède. En 1933, elle est déplacée vers un bâtiment proche.

## Le nouvel ascenseur

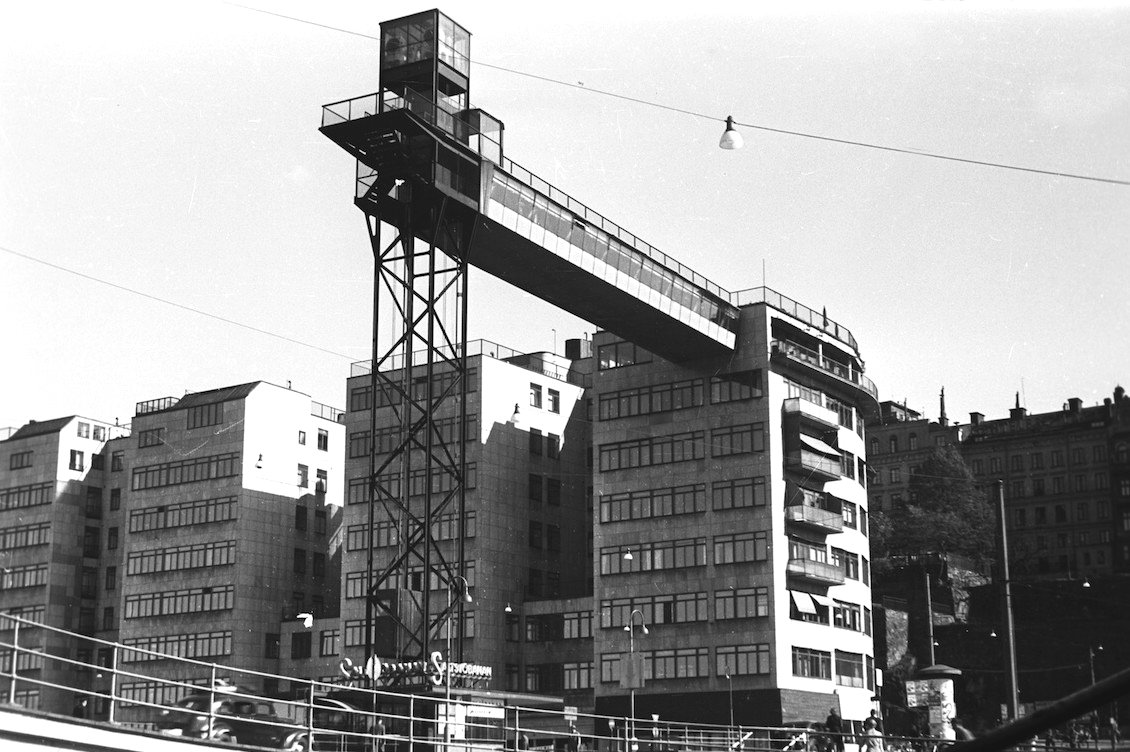
Le nouvel ascenseur en 1941.

Le premier ascenseur est fermé le 28 mai 1933. Il est démoli début du mois de juin de la même année, lors de la construction de l'échangeur de Slussen.
Un nouvel ascenseur est inauguré en 1936. Il est directement relié à l'un des bâtiments du complexe immobilier KF-huset (sv), construit au même moment pour servir de siège à la coopérative Kooperativa Förbundet (en). La structure en acier a été dessinée par les architectes Eskil Sundahl (sv) et Olof Thunström (sv) du cabinet KFAI (sv) (Kooperativa förbundets arkitektkontor), filiale de la coopérative.
L'ascenseur, qui dispose de deux cabines, est à l'origine contrôlé manuellement. Même après avoir été automatisé, on y trouve toujours des employés, à l'intérieur des cabines et pour la vente des billets.
En 1999, à l'occasion du centenaire de la coopérative KF, la poste suédoise édite un timbre à l'effigie de l'ascenseur Katarina. Pendant de nombreuses décennies, le logo de la coopérative figure au sommet de l'édifice. Il est remplacé en 2001 par le logo de l'une de ses filiales, les supermarchés Coop Butiker & Stormarknader (sv).
En 2009, le prix public du trajet, montée ou descente, était de 10 couronnes.

## Fermeture de l'ascenseur
En 2011, le propriétaire-gérant de l'ascenseur, la société Folksam fastigheter (en), annonce que l'édifice, fermé depuis déjà un an, ne sera pas rouvert dans l'immédiat, la structure de l'installation étant dans un état d'usure avancé. Les travaux de rénovation prévus s'inscrivant dans le cadre d'une très importante opération de réaménagement urbain affectant tout le quartier de Slussen, l'ascenseur ne pourra pas être remis en service avant 2019.

## Galerie

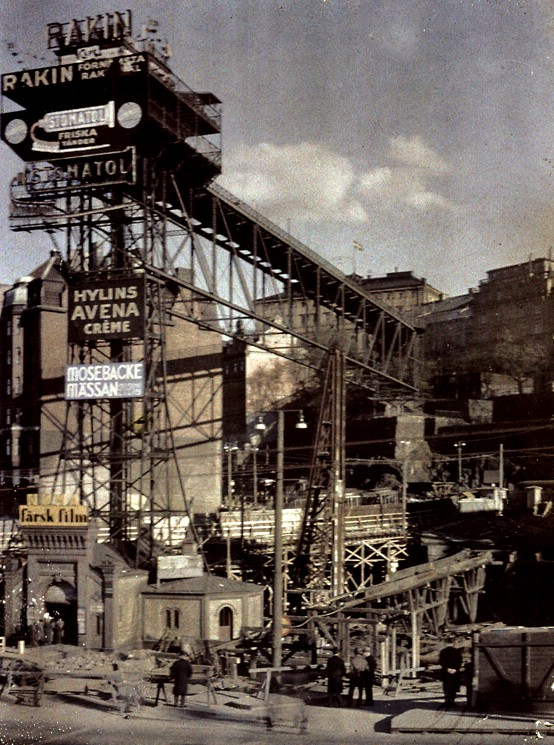
Le premier ascenseur en 1933.
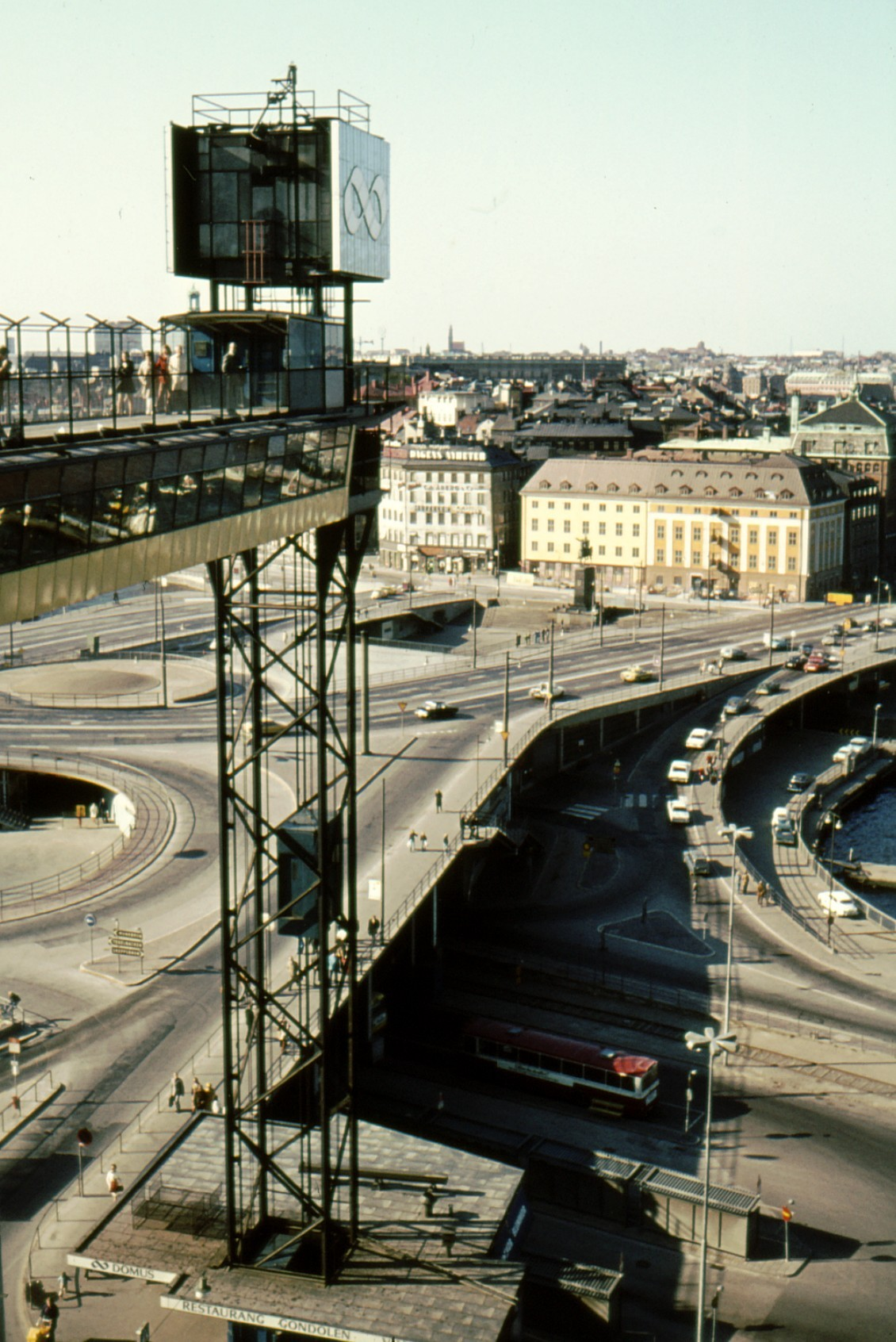
Le nouvel ascenseur en 1974.
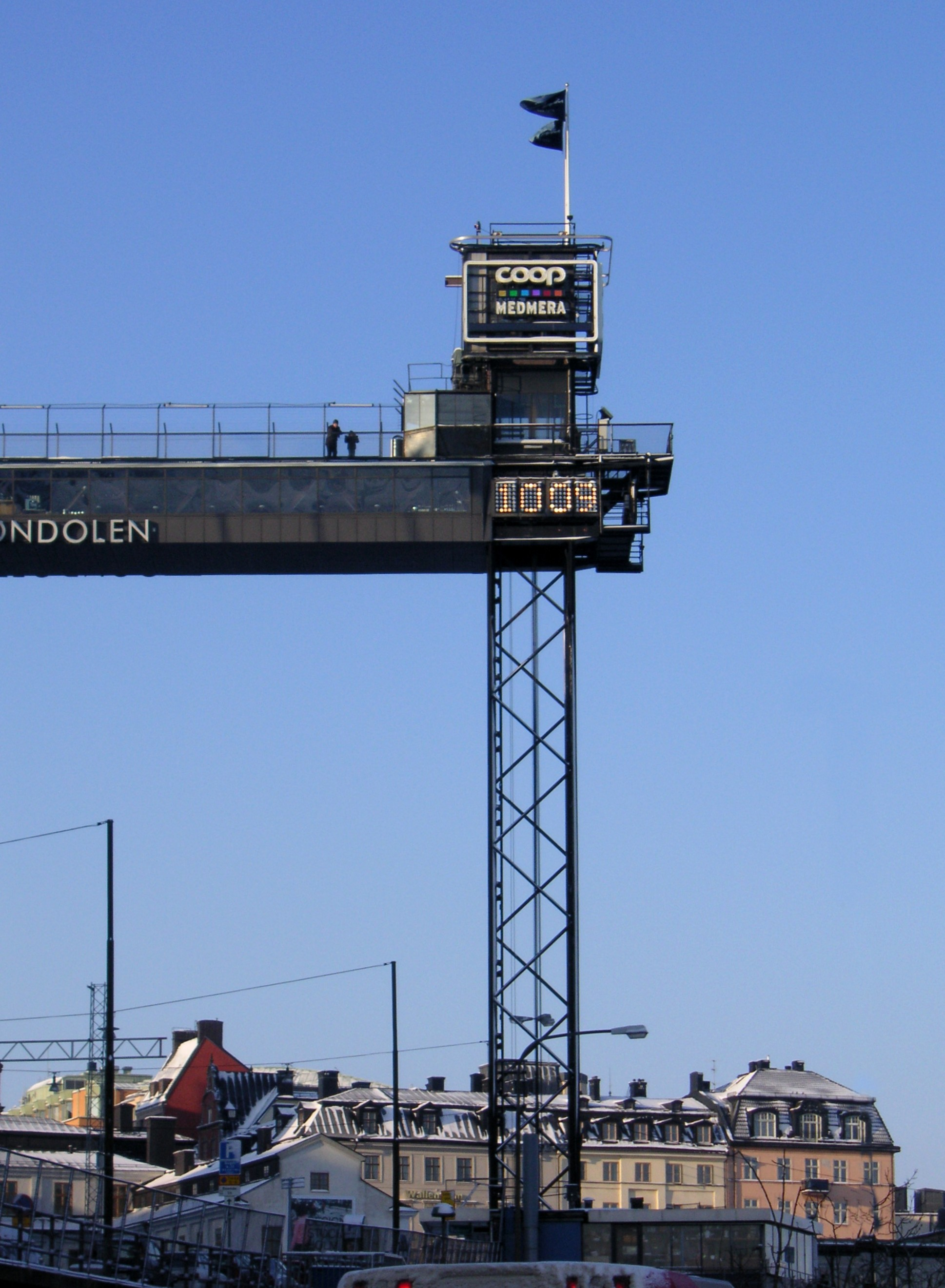
En 2006.
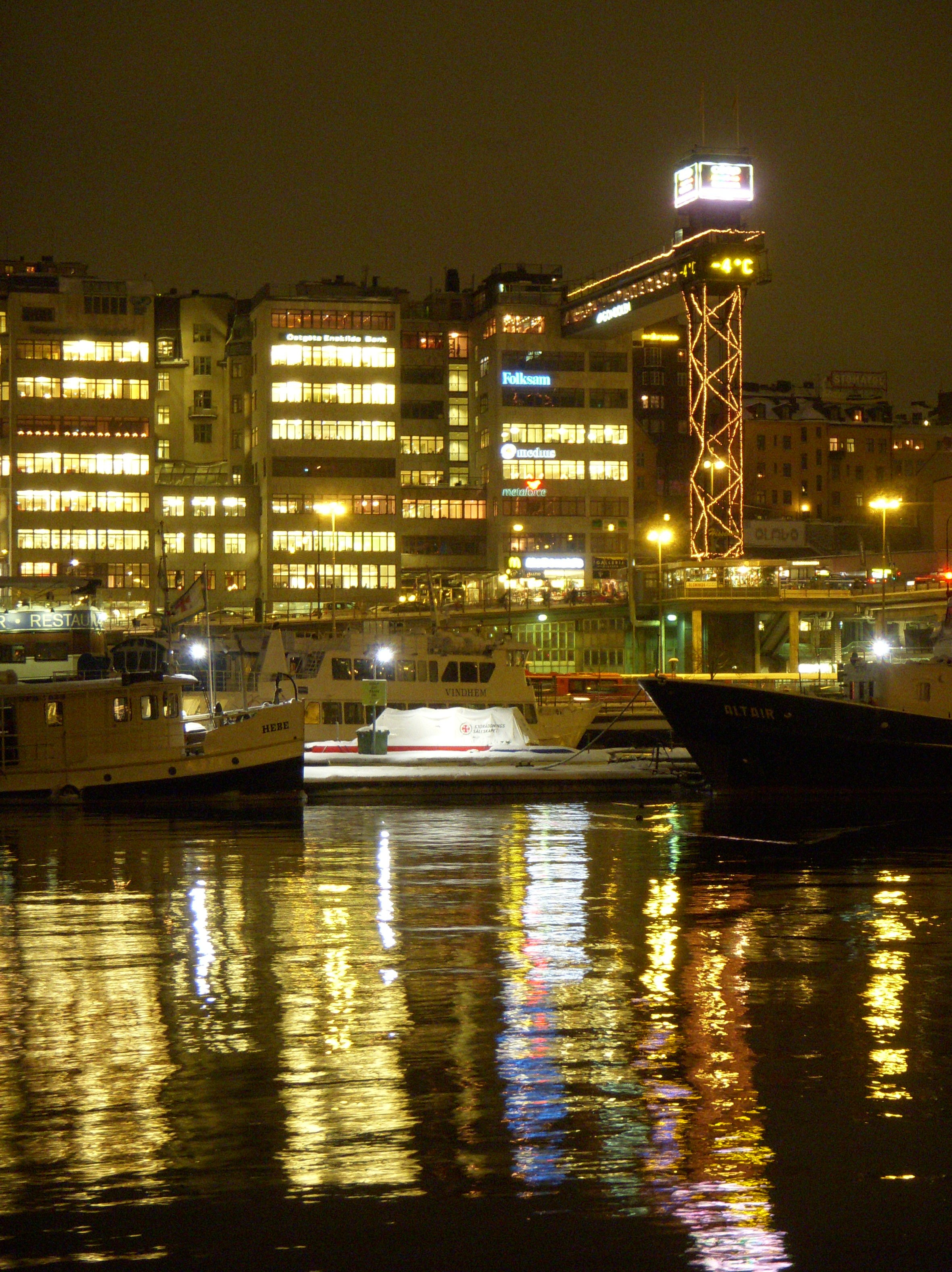
En décembre 2010.
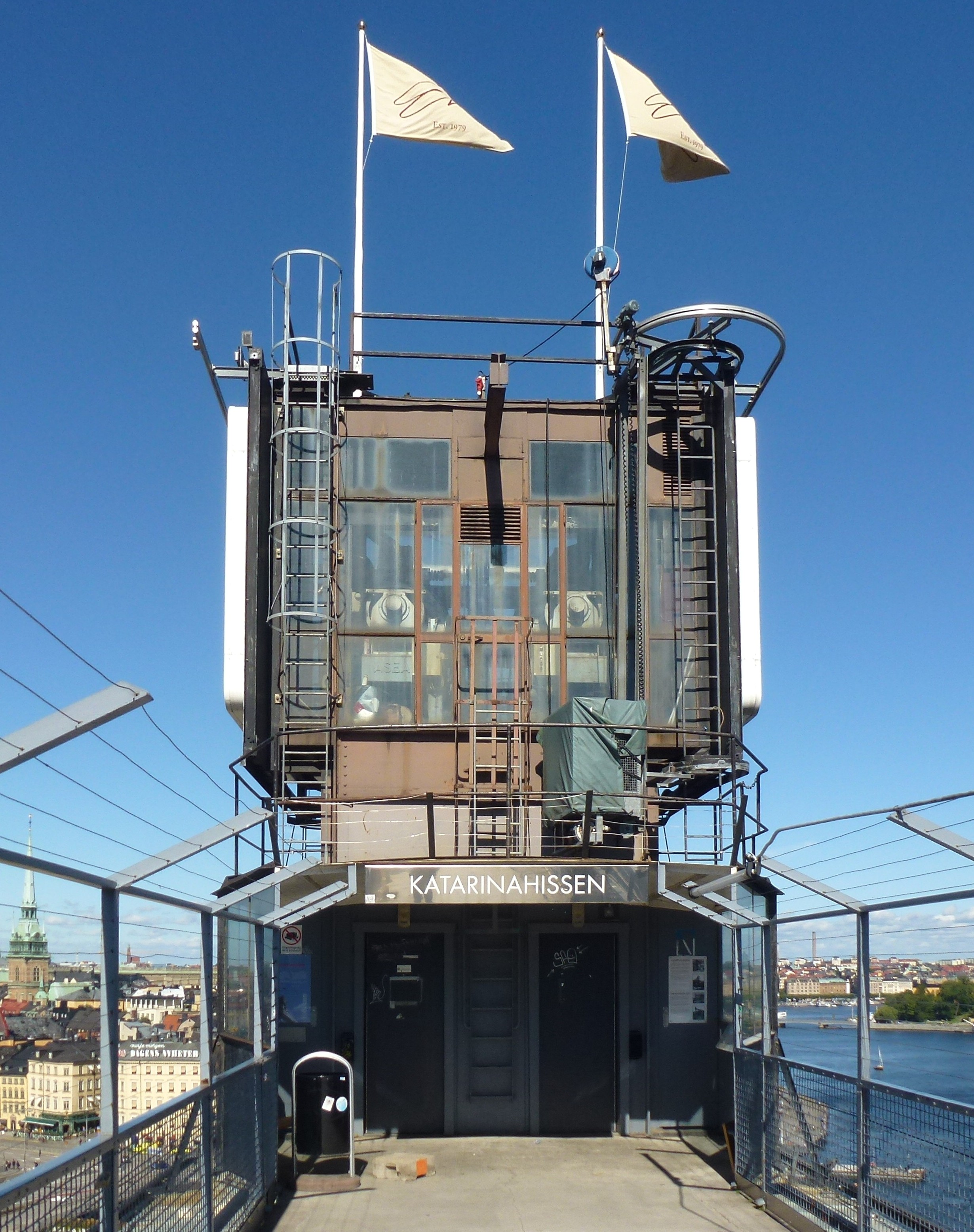
Le sommet de l'ascenseur en 2012.